# Мульде
Му́льде, также Мульда (нем. Mulde, также нем. Vereinigte Mulde — объединённая Мульде) — река в Германии, протекает по земле Саксония и Саксония-Анхальт. Длина реки — 147 км, площадь её водосборного бассейна — 7400 км². Приток Эльбы.
Мульде образуется слиянием двух своих крупнейших притоков: Цвиккауэр-Мульде и Фрайбергер-Мульде при Сермуте (в составе города Кольдиц) и протекает далее на север через города Гримма, Вурцен, Айленбург, Бад-Дюбен, Йесниц (Анхальт) и Рагун, впадая в Эльбу между Дессау и Рослау.
В 1975 году в связи с разработкой Биттерфельдского угольного бассейна часть русла реки под Поухом была перенесена на восток, с одновременным сооружением плотины и водохранилища Мульдештаузе (нем. Muldestausee).
Являлась крайней точкой продвижения американских войск в апреле 1945 года.
На реке стоит город Хемниц.

## Галерея

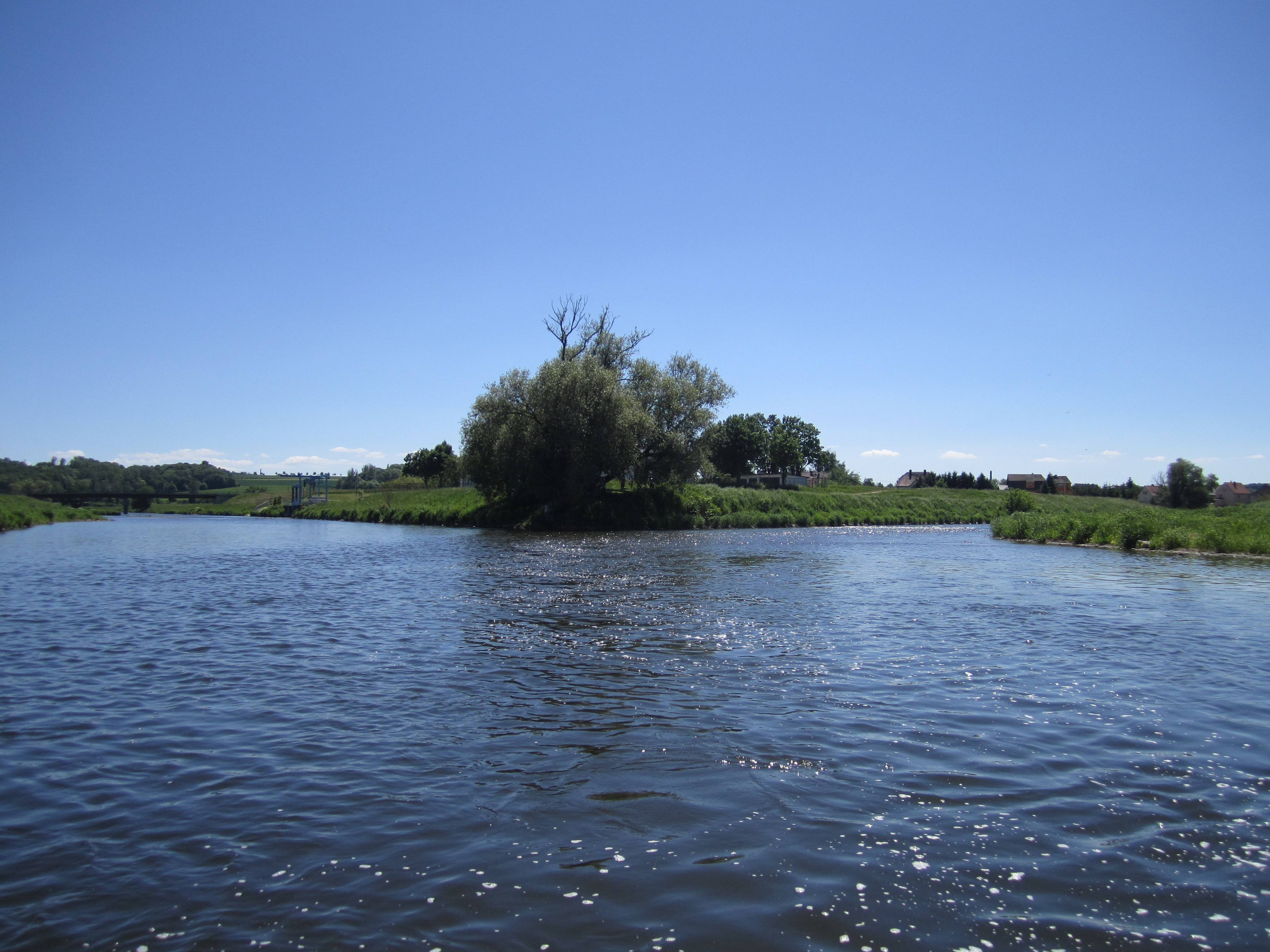
Слияние Цвиккауэр-Мульде и Фрайбергер-Мульде
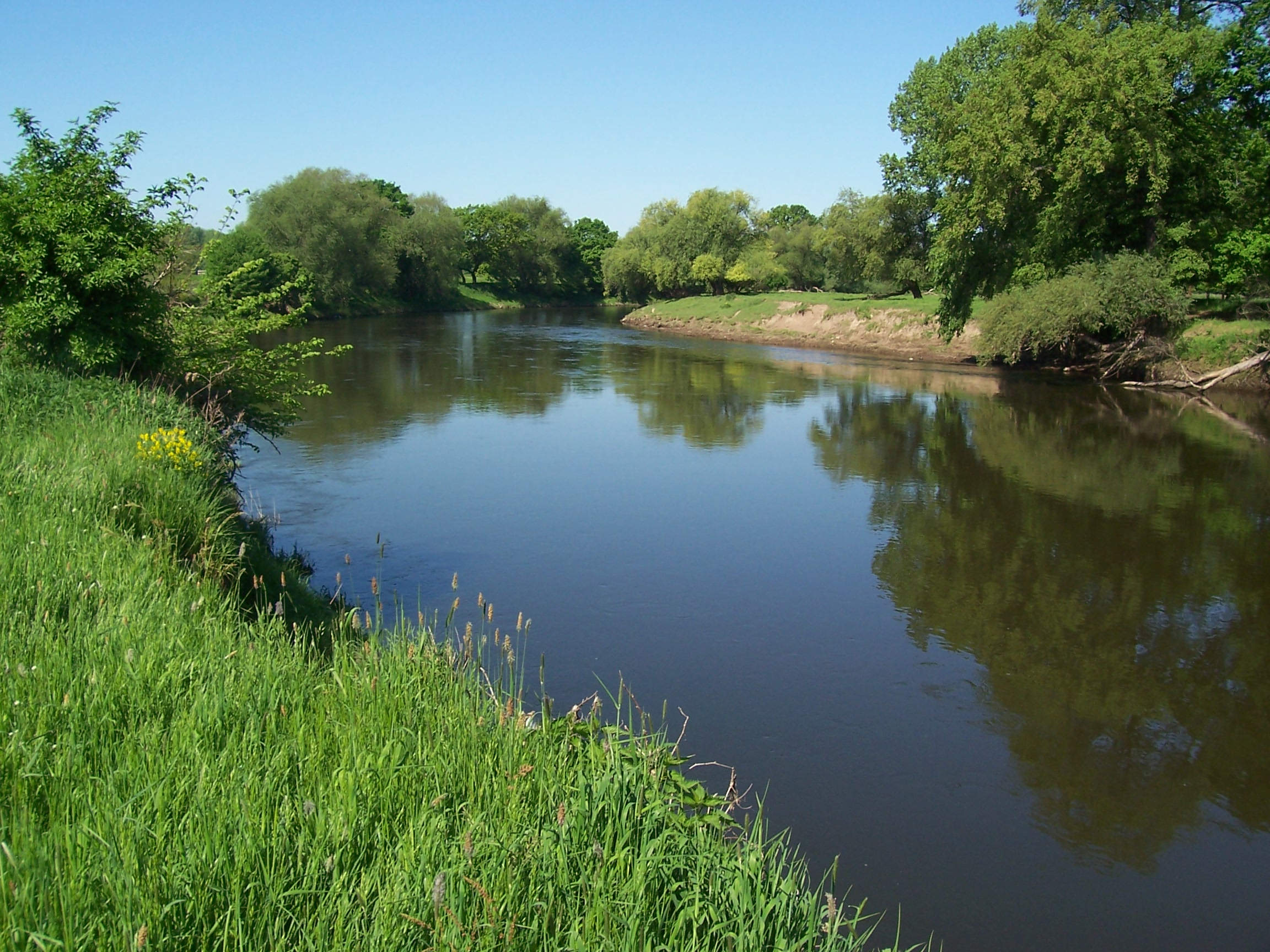
Мульде под Айленбургом
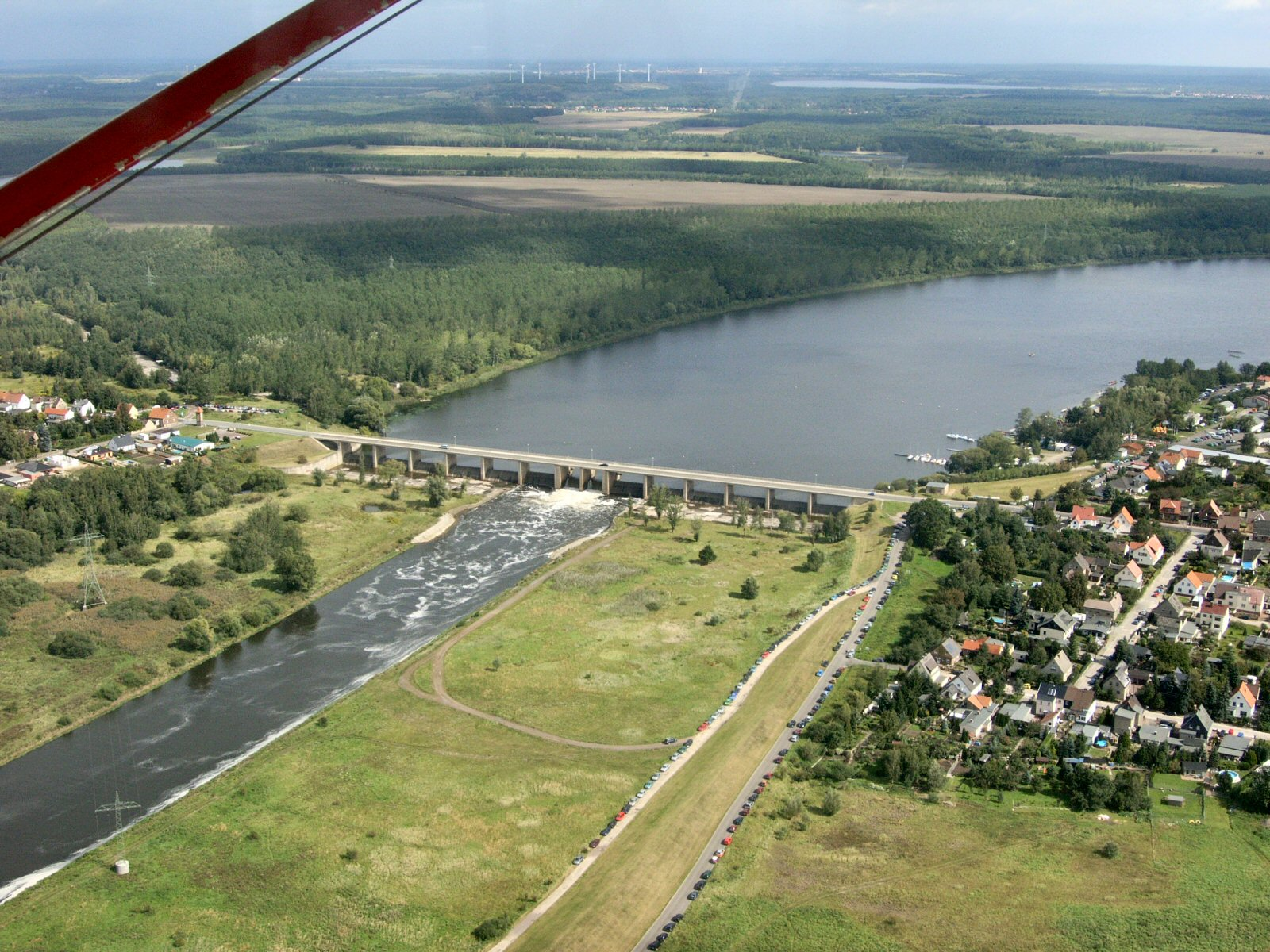
Водосток водохранилища Мульдештаузе
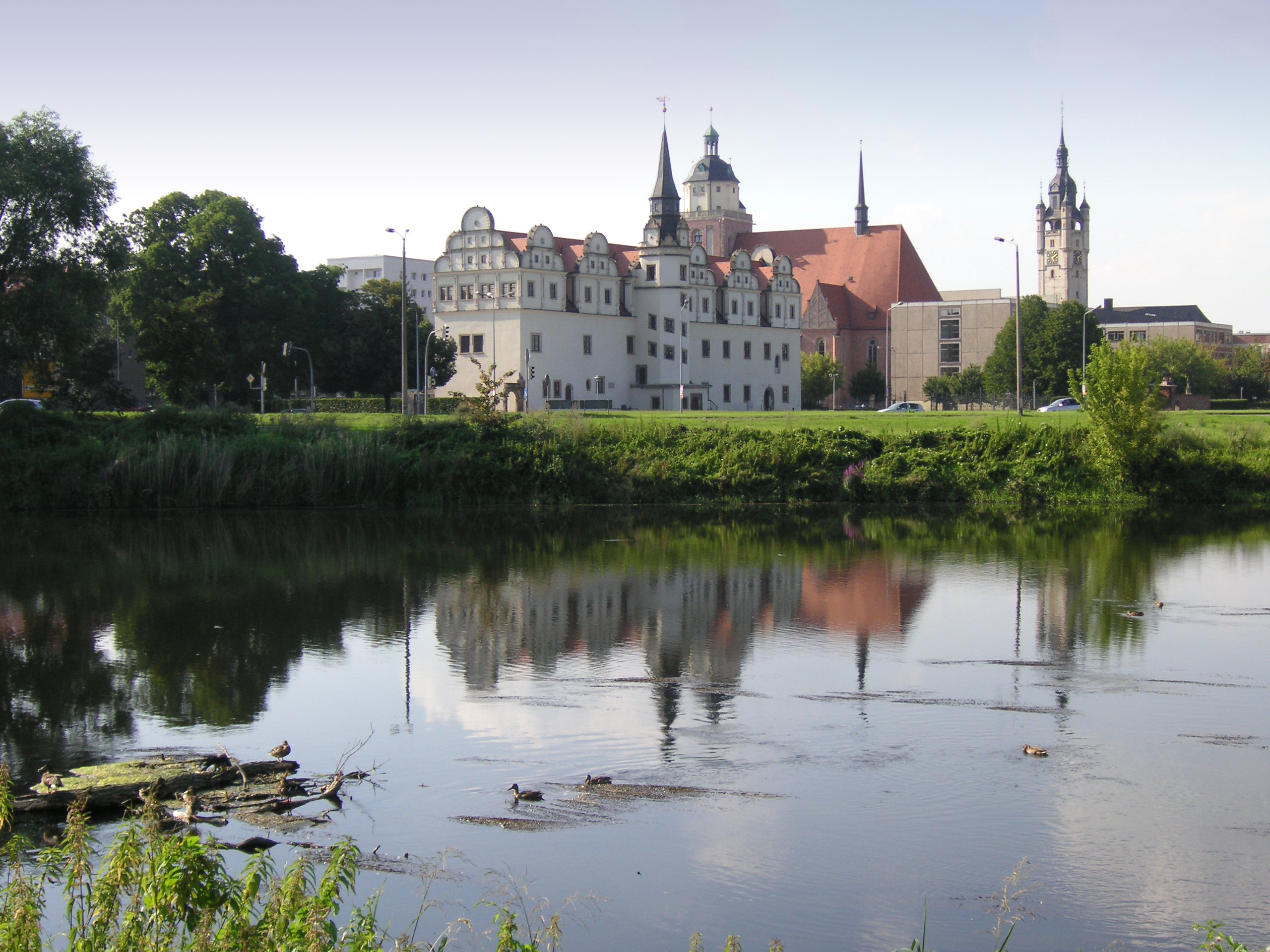
Мульде в Дессау